# Premio Ópera Prima
El Premio Ópera Prima otorgado por la Asociación Andaluza de Escritores y Críticos Literarios, es un galardón especial del Premio Andalucía de la Crítica que valora la primera obra publicada de un escritor.
No es un premio que se falle anualmente, sino que está sujeto al criterio del jurado del Premio Andalucía de la Crítica.
Este premio ha recaído en:  Manuel José Ramos Ortega, José Luis Rey, Adrián González da Costa, Manuel Vidal y José Antonio Santano entre otros.